# Wyciąg (farmacja)

Laboratoryjny ekstraktor do sporządzania wyciągów

Wyciąg, ekstrakt – zagęszczony preparat roślinny lub zwierzęcy, otrzymywany poprzez wytrawienie odpowiedniego surowca rozpuszczalnikiem, na przykład wodą bądź etanolem i ich mieszaninami, a następnie odpowiednie zagęszczenie. Jest to rodzaj leku galenowego.
Wyciągi są przetworami o konsystencji płynnej (wyciągi płynne i nalewki), półstałej (wyciągi gęste i oleożywice) i stałej (wyciągi suche).
- Wyciągi płynne (łac. extracta fluida) – przetwory o konsystencji płynnej, w których zwykle 1 część ich masy lub objętości odpowiada 1 części wysuszonej substancji roślinnej lub substancji pochodzenia zwierzęcego. Mogą być również otrzymywane poprzez rozpuszczenie wyciągu suchego[1]. Wyciągi płynne otrzymuje się metodą dwustopniowej perkolacji. W pierwszym etapie zbiera się płyn wyciągowy w ilości 85% masy wytrawianego surowca i odstawia. W drugim etapie prowadzi się perkolację do zupełnego wyczerpania surowca, stosując taką ilość rozpuszczalnika jak okaże się niezbędna. Płyn wyciągowy otrzymany w drugim etapie perkolacji zagęszcza się do objętości odpowiadającej 15 częściom wagowym zastosowanej masy surowca roślinnego i miesza z pierwszą częścią perkolatu tak, aby została zachowana proporcja surowca do wyciągu jak 1:1. Proces zagęszczania prowadzi się w odpowiednich wyparkach. Wyciągi płynne powinny być klarowne, o barwie i zapachu charakterystycznym dla surowca, z którego uzyskano wyciąg.

Wyciągi uzyskiwane za pomocą wody zimnej lub letniej określane są mianem zimnych.
- Nalewki (łac. tincturae) – przetwory płynne, w których 1 część surowca jest wytrawiana 5 lub 10 częściami rozpuszczalnika[1]. Nalewki uzyskuje się metodą perkolacji lub maceracji[3].

- Wyciągi gęste (łac. extracta spissa) – przetwory półstałe, otrzymywane w wyniku częściowego odparowania rozpuszczalnika[1].

- Oleożywice (łac. oleoresina) – półstałe roztwory żywicy w olejku eterycznym i/lub oleju tłustym otrzymywane przez częściowe odparowanie rozpuszczalnika[1].

- Wyciągi suche (łac. extracta sicca) – przetwory o stałej konsystencji otrzymane w wyniku całkowitego odparowania rozpuszczalnika[1].